# 邵謙和
邵謙和，廣西省梧州府蒼梧縣人，清朝政治人物。同進士出身。
光緒二年（1876年），參加丙子恩科會試，得貢士第120名。殿試登進士3甲第154名。同年五月（6月3日），經吏部掣簽，授即用知縣。